# 名神高速道路

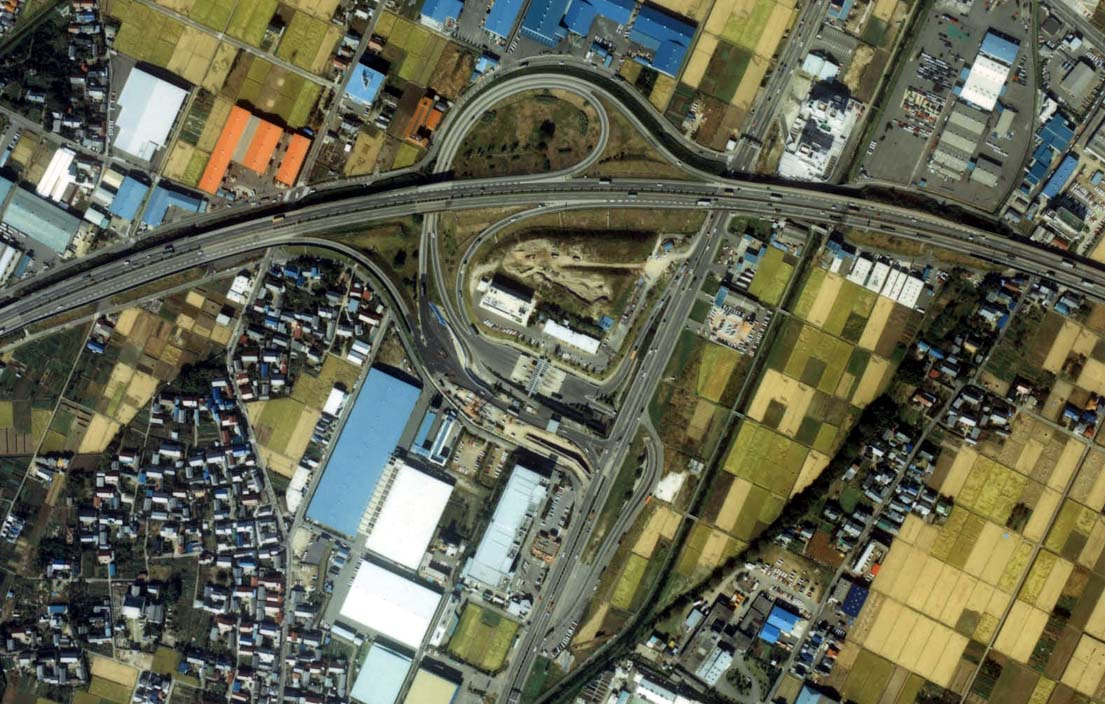
起点・小牧IC航空写真。画面中央から左。右半分は東名。

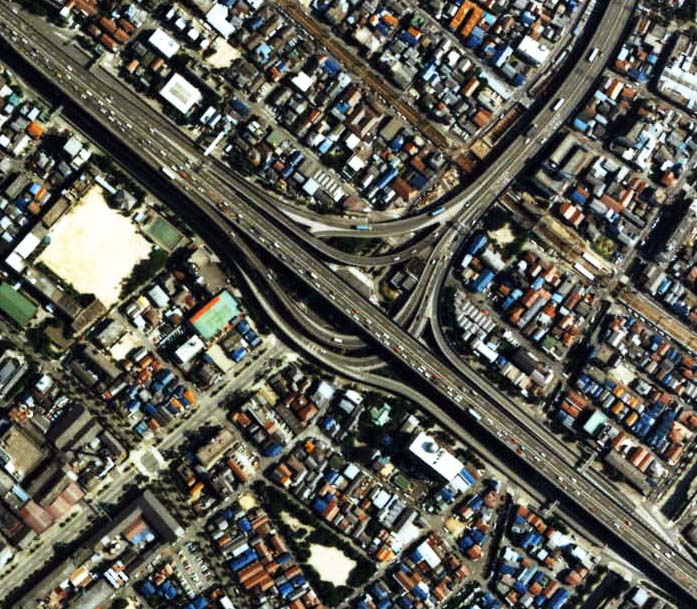
終点・西宮IC航空写真。画面右上から来て画面中央が終点である。右下から左上に伸びるのは阪神高速3号神戸線。

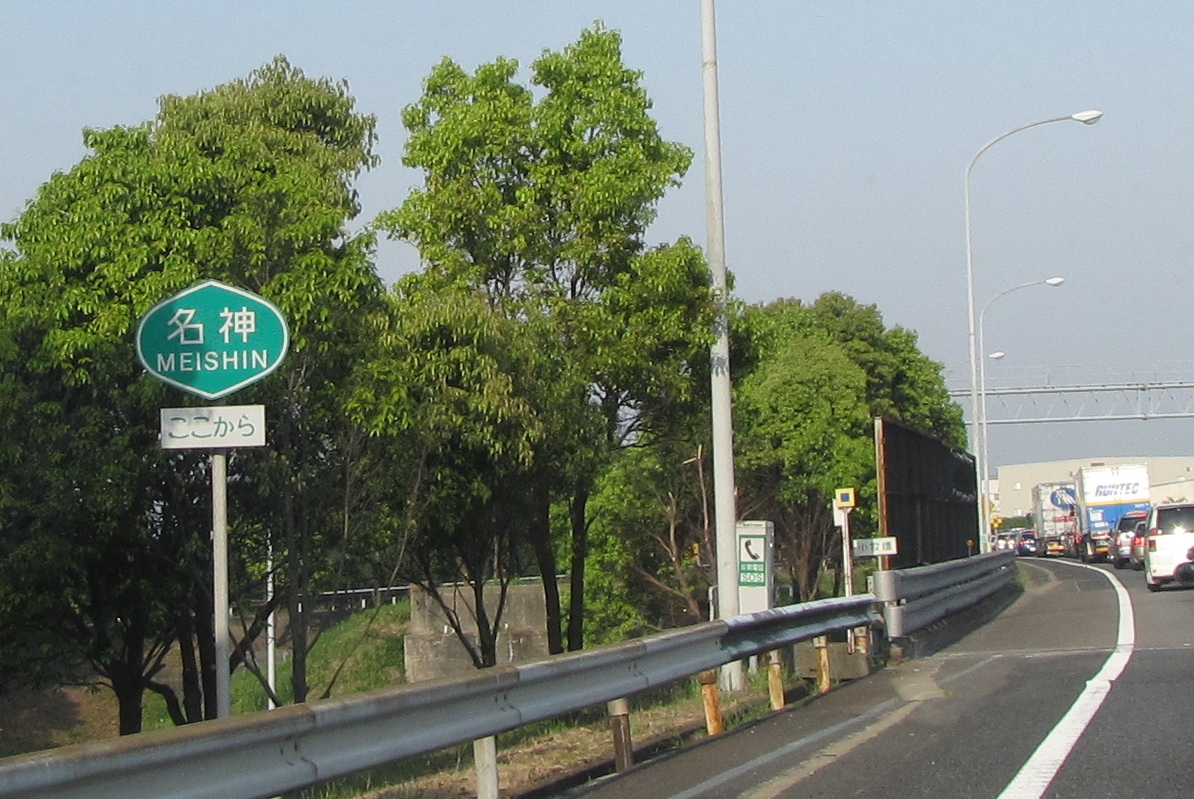
名神の起点標識（小牧IC下り線の本線上にあったが現在は撤去されている。）

名神高速道路（めいしんこうそくどうろ、英語: MEISHIN EXPWY）は、愛知県小牧市の小牧インターチェンジ（IC）を起点とし、岐阜県、滋賀県、京都府、大阪府を経由し兵庫県西宮市の西宮ICへ至る、高速道路（高速自動車国道）。略称は名神高速（めいしんこうそく）、名神（めいしん）。なお、小牧IC - 吹田ジャンクション（JCT）間はアジアハイウェイ1号線「AH1」にも指定されている。
高速道路ナンバリングにおける路線番号は東名高速道路と共に「E1」が割り振られている。
なお、この名神高速道路の栗東ICと尼崎ICの区間（71.7 km）が1963年（昭和38年）7月に開通したことが、日本で最初の高速道路の開通となった。つまり、名神高速道路は日本初の高速道路である。

## 概要
東名高速道路・新東名高速道路・中央自動車道・伊勢湾岸自動車道・新名神高速道路・東名阪自動車道・名阪国道・西名阪自動車道と共に、東京・名古屋・大阪を結ぶ日本の大動脈の1つである。路線はほぼ中山道に沿って建設されている。道路カラーはグリーン（■）。
小牧ICで東名高速道路（東名）と直結し、かつ車線変更・合流・分岐が不要な形での直通が可能な構造で、ICの番号やキロポストも東京ICからの通しとなっているため、実質的には東名と合わせて一つの高速道路と見なして「東名神」（とうめいしん）と呼ばれることもある。
栗東IC - 尼崎IC（71.7 km）は、1963年（昭和38年）7月16日に日本初の都市間高速道路として開通した区間である。1965年（昭和40年）7月1日の小牧IC - 一宮IC間開通により、全通となった。日本道路公団が管理した後、2005年（平成17年）10月1日から八日市ICを境に、東側を中日本高速道路（NEXCO中日本）、西側を西日本高速道路（NEXCO西日本）がそれぞれ管理している。

### 道路名・路線名
名神高速道路は、小牧IC - 西宮ICの道路名（通称）である。高速自動車国道法に基づく正式な路線名は、東京都から神奈川県、山梨県、長野県、岐阜県、愛知県、滋賀県、京都府、大阪府を経て兵庫県に至る路線として指定された中央自動車道西宮線（東京都杉並区 - 兵庫県西宮市）であり、名神高速道路はその中の一部区間に当たる。
高速自動車国道で「高速道路」という呼称を使用しているのは、東名・名神と新東名・新名神のみである。これは、これらの道路の計画・建設が進められる過程で、「自動車道」という呼称が用いられ始められる頃には、すでに広く民間において「高速道路」という通称が使用され一般的に定着していたため、例外的に採用されたものである。

### IC番号
現在のIC番号は東名高速道路の東京ICからの通し番号であるが、開通当初の名神高速道路では西宮から小牧に向かって西宮=1、尼崎=2、豊中=3、茨木=4、京都南=5 （5A/5B）、京都東=6、大津=7、栗東=8、八日市=9、彦根=10、関ケ原=11、大垣=12、一宮=13、小牧=14であった。この辺りのことは、運転免許更新時に配布される交通安全協会発行の交通教本の標識一覧などにその名残がみられる。1968年（昭和43年）の東名高速道路開通に合わせて、現在のIC番号に変更された。
このようにIC番号が振られた理由は、歴史的経緯で東京 - 名古屋間のメインルートの決定（東名高速道路の建設決定）が大幅に遅れた結果、小牧ICで名神高速道路と直結する事になった東名高速道路の各IC・JCT設置の詳細決定が、名神高速道路の供用開始までに間に合わなかったため、名神高速内で暫定的にIC番号を振らざるを得なかったからである。このようなことから、1968年（昭和43年）4月の東名高速道路供用開始と同時に、現在のIC番号に振り直されることとなった。また、吹田ICは、当初設置構想すらなかったにもかかわらずIC番号 (35) に枝番が付いていないのも、東名高速の各IC・JCTの詳細が決定する以前に吹田ICの設置が決定していたためである。

### 新名神高速道路との関係
並行する新名神高速道路（新名神）は、名神とは異なり、四日市JCT- 草津JCTを東海道ルートに沿う。
新名神のうち、亀山JCT - 草津田上ICが2008年（平成20年）2月23日に部分開通した。豊田JCT - 草津JCTで伊勢湾岸道 - 東名阪道 - 新名神と経由すると、従来の東名・名神経由より34 km・約20分の短縮となる。
名神の関ヶ原IC付近では、長い勾配や悪天候（冬季の降雪など）により、渋滞や事故が多発していた。また、名神・八日市IC - 大垣IC間は雪の降り方が強く、度々通行止めやチェーン規制になることがあり、愛知県豊田以東と滋賀県草津以西とを移動する約8割の車が新名神経由にシフトした。東名・名神経由の東京・名古屋 - 京阪神の高速バス（「ドリーム号」など）も、新名神への転換が顕著になっている。
このため、名神では一宮IC・米原JCT近辺の渋滞は減少する一方、東名阪道では四日市IC - 亀山JCTの渋滞が悪化していたが、2019年（平成31年）3月17日に新四日市JCT - 亀山西JCTが開通したため、この区間の渋滞は解消された。新名神は現在、未開通の全区間（大津JCT - 城陽JCT、八幡京田辺JCT - 高槻JCT）が建設中である。

## インターチェンジなど
- IC番号欄の背景色が■である部分については道路が供用済みの区間を示す。施設名欄の背景色が■である部分は施設が供用されていない、または完成していないことを示す。未開通区間の名称は仮称。
- スマートインターチェンジ（SIC）等のETC専用ICは背景色■で示す。
- 路線名の特記がないものは市町道。
- バスストップ（BS）のうち、○/●は運用中、◆は休止中の施設。無印はBSなし。
- 略字は、ICはインターチェンジ、JCTはジャンクション、SAはサービスエリア、PAはパーキングエリアをそれぞれ示す。
- IC番号、キロポストは東名高速道路東京ICからの通しとなっている。

| IC 番号                                                                         | 施設名            | 接続路線名                                                                                    | 東京 から (km) | BS     | 開通 当初の IC 番号 | 備考                                                 | 所在地 | 所在地          | 所在地          |
| ------------------------------------------------------------------------------- | ----------------- | --------------------------------------------------------------------------------------------- | -------------- | ------ | ------------------- | ---------------------------------------------------- | ------ | --------------- | --------------- |
| E1 東名高速道路静岡・東京方面（小牧JCTよりE19中央自動車道長野・山梨方面に連絡） |                   |                                                                                               |                |        |                     |                                                      |        |                 |                 |
| 24                                                                              | 小牧IC            | 国道41号（名濃バイパス） 名古屋高速11号小牧線                                                 | 346.7          |        | 14                  |                                                      | 愛知県 | 小牧市          | 小牧市          |
| -                                                                               | 岩倉BS            | -                                                                                             | 350.7          | ◆      |                     |                                                      | 愛知県 | 岩倉市          | 岩倉市          |
| -                                                                               | 尾張一宮PA/SIC    | -                                                                                             | 353.2 352.4    |        |                     | 上下線で0.8 kmずれている SICは準備段階調査           | 愛知県 | 一宮市          | 一宮市          |
| 25                                                                              | 一宮IC            | 国道22号（名岐バイパス） 名古屋高速16号一宮線 名古屋方面                                      | 355.0          |        | 13                  |                                                      | 愛知県 | 一宮市          | 一宮市          |
| 25-1                                                                            | 一宮JCT           | E41 東海北陸自動車道 一宮西港道路（計画路線）                                                 | 359.4          | -      |                     | 一宮稲沢北ICへの出入は不可                           | 愛知県 | 一宮市          | 一宮市          |
| -                                                                               | 尾西BS            | -                                                                                             | 362.9          | ◆      |                     |                                                      | 愛知県 | 一宮市          | 一宮市          |
| -                                                                               | 羽島PA/BS         | -                                                                                             | 366.0          | ◆      |                     | PAは下り線西宮IC方面のみ                             | 岐阜県 | 羽島市          | 羽島市          |
| 25-2                                                                            | 岐阜羽島IC        | 県道46号岐阜羽島インター線                                                                    | 368.1          |        |                     |                                                      | 岐阜県 | 羽島市          | 羽島市          |
| -                                                                               | 安八BS            | -                                                                                             | 371.3          | ◆      |                     |                                                      | 岐阜県 | 安八郡 安八町   | 安八郡 安八町   |
| 25-3                                                                            | 安八SIC           | 町道南長田坊野1号線                                                                           | 371.6          |        |                     |                                                      | 岐阜県 | 安八郡 安八町   | 安八郡 安八町   |
| 26                                                                              | 大垣IC/BS         | 国道258号                                                                                     | 374.9          | ○      | 12                  |                                                      | 岐阜県 | 大垣市          | 大垣市          |
| 26-1                                                                            | 養老JCT           | C3 東海環状自動車道                                                                           | 379.2          | -      |                     |                                                      | 岐阜県 | 養老郡 養老町   | 養老郡 養老町   |
| -                                                                               | 養老口BS          | -                                                                                             | 379.6          | ◆      |                     |                                                      | 岐阜県 | 養老郡 養老町   | 養老郡 養老町   |
| 26-2                                                                            | 養老SA/SIC        | 町道橋爪1号線 町道橋爪42号線・町道安久橋爪1号線                                               | 381.7          |        |                     |                                                      | 岐阜県 | 養老郡 養老町   | 養老郡 養老町   |
| -                                                                               | 上石津PA          | -                                                                                             | 388.1          | -      |                     | 下り線西宮IC方面のみ 2001年（平成13年）12月20日廃止  | 岐阜県 | 大垣市          | 大垣市          |
| 27                                                                              | 関ヶ原IC          | 国道365号                                                                                     | 389.4          | ◆      | 11                  |                                                      | 岐阜県 | 不破郡 関ケ原町 | 不破郡 関ケ原町 |
| -                                                                               | 山東BS            | -                                                                                             | 396.8          | ◆      |                     |                                                      | 滋賀県 | 米原市          | 米原市          |
| -                                                                               | 伊吹PA            | -                                                                                             | 398.0 398.8    |        |                     | 上下線で0.8 kmずれている                             | 滋賀県 | 米原市          | 米原市          |
| -                                                                               | 米原BS            | -                                                                                             | 403.7          | ◆      |                     |                                                      | 滋賀県 | 米原市          | 米原市          |
| 27-1                                                                            | 米原JCT           | E8 北陸自動車道                                                                               | 405.5          | -      |                     |                                                      | 滋賀県 | 米原市          | 米原市          |
| -                                                                               | 番場PA            | -                                                                                             | 405.8          |        |                     | 下り線西宮IC方面のみ 1975年（昭和50年）廃止          | 滋賀県 | 米原市          | 米原市          |
| 28                                                                              | 彦根IC/BS         | 国道306号                                                                                     | 413.4          | ◆      | 10                  |                                                      | 滋賀県 | 彦根市          | 彦根市          |
| 28-1                                                                            | 多賀SA/BS/SIC     | （仮称）町道多賀スマートインター線（予定） 町道四ツ屋胡宮線                                   | 418.0          | ○      |                     | SICは下り線出入口のみ 上り線出入口は供用開始時期未定 | 滋賀県 | 犬上郡          | 多賀町          |
| -                                                                               | 甲良PA/BS         | -                                                                                             | 421.3          | ◆      |                     | 2005年（平成17年）9月29日廃止                        | 滋賀県 | 犬上郡          | 甲良町          |
| 28-2                                                                            | 湖東三山PA/BS/SIC | 県道344号湖東三山インター線 国道307号                                                         | 424.6 424.3    | ◆      |                     | 上下線で0.3 kmずれている                             | 滋賀県 | 愛知郡 愛荘町   | 愛知郡 愛荘町   |
| -                                                                               | 百済寺BS          | -                                                                                             | 428.2          | ○      |                     |                                                      | 滋賀県 | 東近江市        | 東近江市        |
| 29                                                                              | 八日市IC/BS       | 国道421号 県道327号湖東八日市線 名神名阪連絡道路（調査区間）                                  | 434.6          | ○      | 9                   |                                                      | 滋賀県 | 東近江市        | 東近江市        |
| -                                                                               | 黒丸PA/SIC        | 市道黒丸スマートインターチェンジ上り線（予定） 市道黒丸スマートインターチェンジ下り線（予定） | 438.0          |        |                     | SICは事業中                                          | 滋賀県 | 東近江市        | 東近江市        |
| -                                                                               | 蒲生BS            | -                                                                                             | 440.4          | ◆      |                     |                                                      | 滋賀県 | 東近江市        | 東近江市        |
| 29-1                                                                            | 蒲生SIC           | 県道41号土山蒲生近江八幡線                                                                    | 441.2          | -      |                     |                                                      | 滋賀県 | 東近江市        | 東近江市        |
| -                                                                               | 竜王BS            | -                                                                                             | 443.6          | ◆      |                     |                                                      | 滋賀県 | 蒲生郡 竜王町   | 蒲生郡 竜王町   |
| 29-2                                                                            | 竜王IC            | 国道477号                                                                                     | 447.2          |        |                     |                                                      | 滋賀県 | 蒲生郡 竜王町   | 蒲生郡 竜王町   |
| -                                                                               | 菩提寺PA/BS       | -                                                                                             | 451.7 451.9    | ○      |                     | 上下線で0.2 kmずれている                             | 滋賀県 | 湖南市          | 湖南市          |
| 29-3                                                                            | 栗東湖南IC        | 国道1号（栗東水口道路）                                                                       | 457.0          | -      |                     | 大阪方面出入口                                       | 滋賀県 | 栗東市          | 栗東市          |
| 30                                                                              | 栗東IC/BS         | 国道8号 野洲栗東バイパス（事業中） 国道1号 県道55号上砥山上鈎線                               | 458.2          | ◆      | 8                   |                                                      | 滋賀県 | 栗東市          | 栗東市          |
| -                                                                               | 草津BS            | -                                                                                             | 461.7          | ◆      |                     |                                                      | 滋賀県 | 草津市          | 草津市          |
| 30-1                                                                            | 草津JCT           | E1A 新名神高速道路大津連絡路                                                                  | 464.4          |        |                     |                                                      | 滋賀県 | 草津市          | 草津市          |
| -                                                                               | 草津PA            | -                                                                                             | 465.6          |        |                     |                                                      | 滋賀県 | 草津市          | 草津市          |
| -                                                                               | 草津PA            | -                                                                                             | 465.6          | 大津市 |                     |                                                      | 滋賀県 |                 |                 |
| 30-2                                                                            | 瀬田東JCT/IC      | E88 京滋バイパス 国道1号（京滋バイパス〈一般部〉）                                            | 467.5          |        |                     | 米原・名古屋方面出入口                               | 滋賀県 |                 |                 |
| 30-2                                                                            | 瀬田西BS 瀬田西IC | 県道57号瀬田西インター線                                                                      | 469.0 469.1    | ◆      |                     | 京都・大阪方面出入口                                 | 滋賀県 |                 |                 |
| 31                                                                              | 大津IC/SA/BS      | 県道56号大津インター線                                                                        | 474.6          | ◆      | 7                   |                                                      | 滋賀県 |                 |                 |
| 32                                                                              | 京都東IC          | 府道143号四ノ宮四ツ塚線（三条通） 国道1号（五条バイパス） 国道161号（西大津バイパス）         | 477.9          |        | 6                   |                                                      | 京都府 | 京都市          | 山科区          |
| -                                                                               | 山科BS            | -                                                                                             | 481.0          | ◆      |                     |                                                      | 京都府 | 京都市          | 山科区          |
| -                                                                               | 深草BS            | -                                                                                             | 486.0          | ○      |                     |                                                      | 京都府 | 京都市          | 伏見区          |
| -                                                                               | 京都南JCT         | E89 第二京阪道路（事業中）                                                                    | 487.2          | -      |                     | 2028年度（令和10年度）開通予定                       | 京都府 | 京都市          | 伏見区          |
| 33                                                                              | 京都南IC          | 国道1号（京阪国道）                                                                           | 487.6          |        | 5                   | 入口・下り線出口                                     | 京都府 | 京都市          | 伏見区          |
| 33-2                                                                            | 京都南IC          | 国道1号（京阪国道）                                                                           | 487.6          | 5B     | 上り線第2出口       |                                                      | 京都府 | 京都市          | 伏見区          |
| 33-1                                                                            | 京都南IC          | 国道1号（京阪国道）                                                                           | 488.0          | 5A     | 上り線第1出口       |                                                      | 京都府 | 京都市          | 伏見区          |
| -                                                                               | 桂川PA            | -                                                                                             | 490.4          |        |                     |                                                      | 京都府 | 京都市          | 南区            |
| 33-3                                                                            | 大山崎JCT/IC/BS   | E9 京都縦貫自動車道（京都第二外環状道路） E88 大山崎支線（京滋バイパス方面） 国道171号        | 495.7          | ○      |                     | 左ルート                                             | 京都府 | 乙訓郡 大山崎町 | 乙訓郡 大山崎町 |
| -                                                                               | 桜井PA            | -                                                                                             | 503.4          | -      |                     | 1998年（平成10年）3月廃止                            | 大阪府 | 三島郡 島本町   | 三島郡 島本町   |
| 11                                                                              | 高槻JCT/IC        | E1A 新名神高速道路 府道79号伏見柳谷高槻線（高槻東道路）                                       | 504.0          | -      |                     | 名神分岐 - 新名神分岐間距離 1.4 km                   | 大阪府 | 高槻市          | 高槻市          |
| -                                                                               | 高槻BS            | -                                                                                             | 506.3          | ○      |                     |                                                      | 大阪府 | 高槻市          | 高槻市          |
| 34                                                                              | 茨木IC/BS         | 国道171号                                                                                     | 511.7          | ○      | 4                   |                                                      | 大阪府 | 茨木市          | 茨木市          |
| 35                                                                              | 吹田JCT/IC        | E2A 中国自動車道 岡山・広島方面 E26 近畿自動車道 松原・和歌山方面 府道2号大阪中央環状線       | 514.5          |        |                     | 中国道は京都方面のみ接続                             | 大阪府 | 吹田市          | 吹田市          |
| -                                                                               | 吹田SA            | -                                                                                             | 517.8          |        |                     |                                                      | 大阪府 | 吹田市          | 吹田市          |
| -                                                                               | 吹田BS            | -                                                                                             | 521.2          | ◆      |                     |                                                      | 大阪府 | 吹田市          | 吹田市          |
| 36                                                                              | 豊中IC/BS         | 阪神高速11号池田線 豊中南出入口 府道10号大阪池田線                                            | 524.5          | ◆      | 3                   |                                                      | 大阪府 | 豊中市          | 豊中市          |
| 37                                                                              | 尼崎IC            | 県道13号尼崎池田線                                                                            | 529.4          |        | 2                   |                                                      | 兵庫県 | 尼崎市          | 尼崎市          |
| 38                                                                              | 西宮IC            | 阪神高速3号神戸線 神戸・姫路方面 国道43号                                                     | 536.2          |        | 1                   | 料金所のキロポストは535.5 KP                         | 兵庫県 | 西宮市          | 西宮市          |
| 名神湾岸連絡線（事業中）                                                        |                   |                                                                                               |                |        |                     |                                                      |        |                 |                 |

## 歴史

### 計画・施工
戦後日本の道路整備促進の流れは、実業家でのちに参議院議員となった田中清一らによって主導された国土開発縦貫自動車道構想であったが、これに平行する動きとして、建設省もまた戦前の自動車国道構想を下敷きに、東京 - 神戸間高速道路計画の着手に乗り出していた。
1953年（昭和28年）頃、田中主導の国土開発縦貫自動車道構想を基とする中央道ルートの東京 - 名古屋間高速道路計画が具体化しはじめたことから、建設省は東海道ルートを前提とした「東京神戸間有料道路計画書」を公表して対抗した。これ以後、建設ルートを巡って「東海道か中央道か」という論争が、次第に激しくなったため、日本国政府は当面実施すべき区間を名古屋 - 神戸間に限定し、その計画を有料道路とするとともに、借款を世界銀行に求めることにした。
1956年（昭和31年）、世界銀行が名神高速道路の実現可能性調査のために、ラルフ・J・ワトキンスを団長とする調査団を派遣して提出された調査報告書である『ワトキンス・レポート』には、名神高速道路の建設を是とした上で、建設費の一部に世界銀行が貸付を行うことを肯定し、日本国政府に対しては、道路行政の改革を勧告したほか、道路予算を3倍増とすることを提言する内容が書かれていた。世界銀行からの借入金は、当時としては借入期間が長期で安定していて低金利であった。
国費ではなく、借入金によって建設して返済するシステムは、道路公団方式による有料道路建設の端緒となった。
名神高速道路の設計計画は、当初はアメリカのターンパイク（有料道路）やインターステイツ・ハイウェイ（州際道路）の基準を手本に、日本独自で進められたが、アウトバーンの設計技師も務めたクサヘル・ドルシュを名神高速道路の設計技師として迎え、日本道路公団内ではドルシュの教えに従って、設計手法が大きく変わっていった。
世界銀行が派遣し、設計コンサルタントとして来日したドルシュの提言は、高速道路の線形設計では、周囲の地形に調和するようにクロソイド曲線を採用したり、それまで設計済みであったインターチェンジ計画を大規模な様式にするなど、それまで高速道路設計の経験が無かった日本の手法を大きく変えさせた。
建設省は、1957年（昭和32年）10月に国土開発縦貫自動車道建設法の規定に基づき、小牧 - 西宮間について、日本道路公団に対して施工命令を出し、名神高速道路の建設は始められた。この着工によって、日本の高速道路はスタートを切ることになった。
当時、舗装はコンクリート舗装が一般的であったが、コンクリート舗装とアスファルト舗装とで、経済性・耐久性・快適性などを比較検討を行い、名神高速道路ではアスファルト舗装が導入されることになった。
土工では本格的に機械化施工を導入し、施工規定に加えて初めて性能規定も定めた。また、盛土の横断勾配は試行錯誤を経て、機械による転圧が可能な1:1.8とし、現在でも標準の横断勾配となっている。
トンネルの施工では、従来は木製の支保工が用いられていたが、地質が悪く大きな地圧が作用する梶原トンネル・天王山トンネルでは、日本で初めてH形鋼の支保が導入された。アーチ支保の導入により、大型機械が導入可能となり、安全性と効率性が大幅に向上した。
そのほか様々な技術が、名神高速道路の建設によって生まれ、進化を遂げながら現在に繋がる。

### 開通

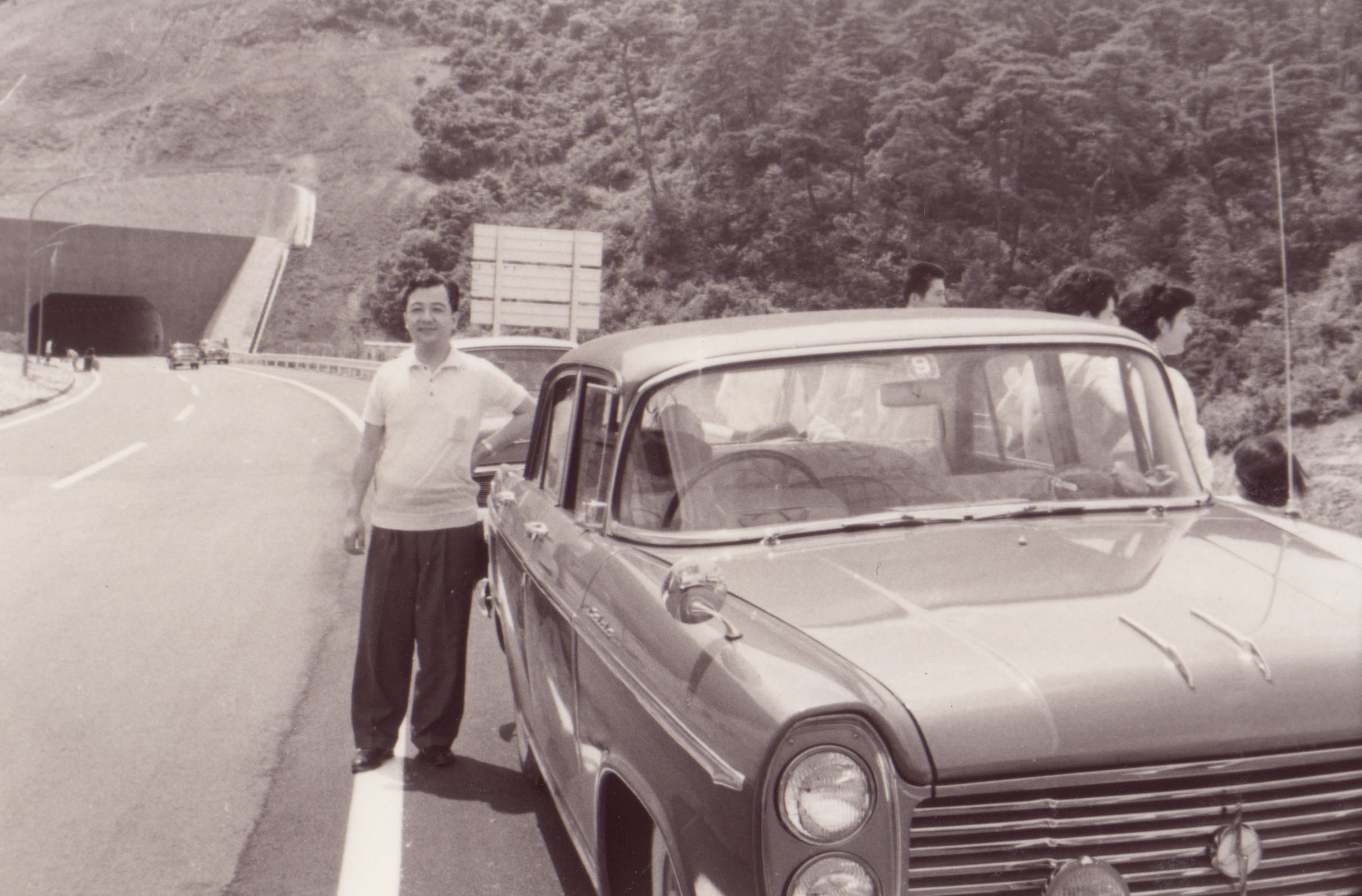
開通した頃の逢坂山トンネル。当時は観光名所だった。（1963年）

東海道新幹線開業の前年にあたる、1963年（昭和38年）7月16日の名神高速道路 栗東IC - 尼崎IC間（71.7 km）の開通は、日本の高速道路開通の歴史の中で最初となる高速道路の誕生であった。自動車が道路を時速100 kmで疾走する状況は、世間を沸かせる一大ニュースとなり、前日の7月15日には名神開通記念として額面10円の記念切手が発行された。
1964年（昭和39年）4月には、栗東ICから関ヶ原ICまで延伸されると、9月には東側は一宮ICまで西側は西宮ICまでが開通する。1965年（昭和40年）7月1日には、小牧IC - 一宮IC開通によって名神高速道路の小牧IC - 西宮ICの全線が完成し、これまで名古屋 - 阪神地域間の移動に自動車で5 - 6時間を要した時間が、2時間程で結ばれることになり、名古屋 - 京阪神間の自動車での日帰り移動を可能にした。
開通当初は高速道路自体が観光名所となっていたため、路肩で弁当を食べ、疾走する自動車を眺めたり、記念撮影したりするなど、長閑なエピソードも残されている。
一方で、当時の自動車の性能が高速連続走行に耐えられなかったことや、ドライバーが高速走行に不慣れだったため、オーバーヒートやガス欠で立ち往生する自動車が続出した。最初の10日間だけでオーバーヒートをはじめとする不具合で実に573件もの故障車が出たと記録に残っている。スタンディングウェーブ現象やハイドロプレーニング現象など、高速域でのタイヤに関する知識も、一般にはまだ浸透していなかったため、これらに関する広報活動も行われるようになった。
また、全面開通するや否や、同時期に登場したトヨタ自動車の乗用車、トヨペット・コロナ（RT40系）が、性能と耐久性をアピールするためのキャンペーンとして、小牧 - 西宮間で「10万キロ連続高速走行公開テスト」を行った（58日間で276往復走行）ほか、国鉄の高速バス専用車両開発時には、100 km/hでの20万キロ連続走行が課題として、各メーカーに要求されていた。
高速道路網として続く東京 - 名古屋間については、東海道ルートで第一東海自動車道（東名高速）が中央道よりも先行して建設され、1969年5月の東名高速全線開通によって東京 - 西宮間が高速自動車国道で直結された。中央自動車道西宮線としては、1972年（昭和47年）10月の小牧JCT開通、1982年（昭和57年）11月の勝沼IC - 甲府昭和IC開通により、全線が開通した。
名神高速は、このように東名高速より先に開通したが、これは先行決定していた東京 - 神戸間の中央自動車道建設において、名古屋以東を東海道ルート（=現東名高速道路）と中山道・甲州街道ルート（=現中央自動車道）のどちらで建設するかで激しく揉めたためである。
そのため、その収拾が着く前に、既に建設ルートについて合意に至っていた名古屋 - 西宮間を先に建設することで、早期開業を目指している。なお、どちらの側も通過地域の政治的圧力もあって自案を捨てずに強硬に主張を続けたため、最終的には日本道路公団が東名・中央の双方を建設するとして幕引きを図った。

### 年表
| 1963 | (7月)栗東IC - 尼崎IC                                           |
| 1964 | (4月)関ヶ原IC - 栗東IC (9月)一宮IC - 関ヶ原IC・尼崎IC - 西宮IC |
| 1965 | (7月)小牧IC - 一宮IC                                           |

- 1956年（昭和31年）
  - 5月：建設省（現・国土交通省）の招請により、アメリカからラルフ・J・ワトキンス率いる世界銀行道路調査団（ワトキンス調査団）が来日、本高速道路に係る総合的調査の名目で80日間に渡って各地の道路事情を調査[29][30][31]。
  - 8月8日：ワトキンス・レポート（名古屋・神戸高速道路調査報告書）を建設省に提出。
- 1957年（昭和32年）
  - 10月17日：本高速道路として「小牧 - 西宮」間で施工命令下る[31][32]。
  - 11月 : 建設費調達のため世界銀行との折衝開始[33]。

- 1958年（昭和33年）

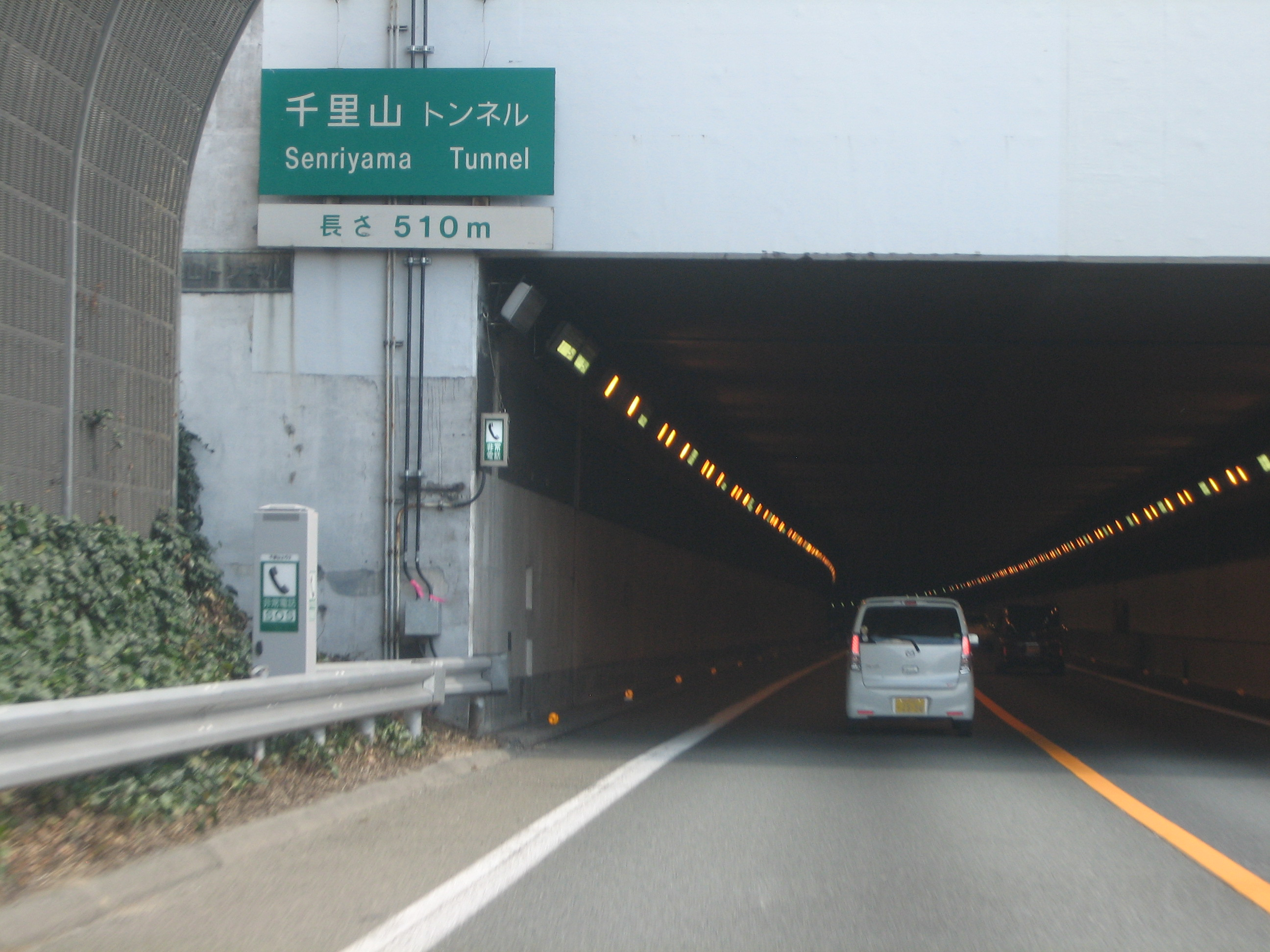
千里山でのルートと工法を巡って道路公団と関大は激しく対立した。

  - 3月19日：松永安左エ門の私設シンクタンク産業計画会議が「東京 - 神戸間高速道路」の建設を政府に勧告。
  - 7月6日：西ドイツからクサヘル・ドルシュが世銀技術顧問として初来日[33]。
  - 10月19日：京都市東山区(現：山科区)内に於いて起工（鍬入）式を挙行。この付近の中央分離帯および側道には名神起工の地の碑が建てられている[34]。
  - 12月25日 : 関西大学で高速道路学内通過反対本部が発足[35]。
- 1959年（昭和34年）
  - 4月：世銀第1次借款対象工事として「尼崎 - 栗東」間が指定される[33][注釈 9]。
  - 10月：名神高速道路試験所を京都市東山区山科（当時、現・山科区）に完成[36][37]。
- 1960年（昭和35年）
  - 3月17日：世界銀行との間で第1次借款の調印[33] （尼崎 - 栗東間）4,000万USD, 金利：6.25 %, 期間：23年（据置期間：3年）。
  - 7月4日：関西大学、千里山キャンパス内通過部分をトンネル式とする仲裁案を受け入れる[38]。
- 1961年（昭和36年）
  - 2月：千里山での工法変更（トンネル式→片側開き構造）をめぐって道路公団と関大の対立再燃[39]。
  - 11月29日：世界銀行との間で第2次借款の調印（一宮 - 栗東、尼崎 - 西宮間）4,000万USD, 金利:5.75 %, 期間：26年（据置期間：5.5年）。
- 1962年（昭和37年）6月16日：千里山での工法変更について建設大臣と道路公団総裁、関大理事長が1,000万円の補償金追加で合意[40]。
- 1963年（昭和38年）7月16日 : 日本初の高速国道の建設区間となった、栗東IC - 尼崎IC間が開通[41]。
- 1964年（昭和39年）
  - 4月12日：関ヶ原IC - 栗東IC開通。
  - 9月6日：一宮IC - 関ヶ原IC、尼崎IC - 西宮IC開通。
- 1965年（昭和40年）7月1日：小牧IC - 一宮IC開通により、全通[41]。
- 1968年（昭和43年）4月25日：東名岡崎IC - 小牧IC間開通により、東名と接続。
- 1970年（昭和45年）3月1日：吹田JCT/IC開通により近畿道、中国道と接続。
- 1975年（昭和50年） : 米原JCT建設に伴い、番場PAを廃止[42]。

- 1978年（昭和53年）10月2日：急カーブによる事故多発地帯であった関ヶ原IC - 彦根IC間の一部区間を廃止、新たに掘削した今須トンネルを含む新ルートに付け替え[21]。
- 1979年（昭和54年）5月15日 : 吹田JCT内の中国道直結連絡橋が開通。
- 1980年（昭和55年）
  - 1月8日：瀬田西IC開通。
  - 4月7日：米原JCT開通により。北陸道と接続。
  - 12月25日：羽島PA開設[43]。
- 1981年（昭和56年）8月28日 : 竜王IC開通。
- 1983年（昭和58年）3月24日 : 岐阜羽島IC開通。
- 1988年（昭和63年）
  - 8月29日：瀬田東IC開通、京滋バイパスと接続。
  - 12月1日：通行券の仕様が開通以来のパンチカード式から磁気ストライプ式に変更（東名・中国道の一部も同様）。
- 1991年（平成3年）5月28日 - 6月2日 : 名神リフレッシュ工事（現：名神集中工事）を初実施。
- 1994年（平成6年）：中国道 - 近畿道間の吹田本線料金所新設などの吹田IC/JCT改築工事完了。
- 1995年（平成7年）1月17日：阪神・淡路大震災が発生し、豊中インターチェンジで料金所の屋根が崩落、走行していたトラックが押し潰されたりする被害を受けた。また、大阪府や兵庫県の区間を中心に通行止めとなった。
- 1996年（平成8年）12月20日：栗東IC - 瀬田東ICが6車線化（4車線を6車線に拡幅）[44]。
- 1998年（平成10年）
  - 7月19日：京都南IC - 吹田ICが6車線化（4車線を6車線に拡幅。トンネル部分は左右2ルート化〈上下各ルート2車線〉し、合計8車線に拡幅）[44]。
  - 12月13日：一宮JCT開通により、東海北陸道と接続。
- 1999年（平成11年）3月4日 : 尾張一宮PA（上り線）開設。
- 2001年（平成13年）
  - 3月29日：尾張一宮PA（下り線）開設。
  - 10月19日：小牧ICで名古屋高速11号小牧線と接続。
  - 12月20日：上石津PAが廃止。
- 2003年（平成15年）
  - 8月10日：大山崎JCT開通により、瀬田東JCT - 大山崎JCT間が京滋バイパスとの2ルート化。
  - 12月24日：大山崎IC開通。
- 2005年（平成17年）
  - 2月11日：一宮ICで名古屋高速16号一宮線と接続。
  - 3月19日：草津JCT - 草津田上IC開通（草津JCTは草津田上ICのランプ扱い）。
  - 9月29日：甲良PAが廃止。
  - 10月1日：日本道路公団の民営化に伴い中日本高速道路・西日本高速道路が道路管理者になる。
- 2006年（平成18年）4月1日 : 草津JCT - 瀬田東JCT/ICの8車線化工事着手。
- 2008年（平成20年）2月23日 : 草津JCT - 草津田上ICの新名神への編入により、新名神と接続。
- 2009年（平成21年）
  - 3月13日：滋賀県が湖東三山SIC・蒲生SICの実施計画書をNEXCO中日本・NEXCO西日本に提出。
  - 3月20日：草津JCT - 瀬田東JCT/IC間が8車線化（6車線を8車線に拡幅）。
  - 6月30日：国土交通省が湖東三山SIC・蒲生SICの建設を許可。
- 2012年（平成24年）9月15日：東海環状道 大垣西IC - 養老JCT間開通に伴い、養老JCT 供用開始。
- 2013年（平成25年）
  - 4月21日：京都縦貫道 沓掛IC - 大山崎IC/JCT間開通に伴い、大山崎JCTに接続。
  - 6月11日：国土交通省が安八SIC・養老SICの建設を許可。
  - 10月21日：湖東三山SIC供用開始。同時に秦荘PAから「湖東三山PA」に名称変更。
  - 12月22日：蒲生SIC供用開始。
- 2015年（平成27年）7月1日：名神高速全通から50年。
- 2016年（平成28年）3月19日：栗東湖南IC供用開始[45]。
- 2017年（平成29年）12月10日：高槻JCT/IC供用開始[46]。
- 2018年（平成30年）
  - 3月24日：安八SIC供用開始[47]。
  - 6月24日：養老SA/SIC供用開始[48]。
- 2021年（令和3年）5月1日：小牧IC - 養老JCT間の高速料金が大都市近郊区間の料金水準に変更される[49][50]。
- 2023年（令和5年）4月29日：多賀SIC（下り線出入口）供用開始[13]。
- 2024年（令和6年）9月7日：一宮IC - 一宮JCTの上り線延長2.7 kmを、車線幅・路肩を縮小し片側3車線運用開始[51]

## 路線状況

### 車線・最高速度
名神高速道路の標準的な車線幅は、1車線当たり3.6 mで造られている。これは、日本で最初に高速道路が導入される際に、アメリカ合衆国の高速道路の車線幅の基準となっている12フィートをそのまま直輸入して、日本の長さの基準単位・メートル法に換算した結果である。なお歴史的経緯により、名神高速道路建設後に全国展開された高速自動車国道の車線幅はメートル法を基準として3.5 m（3車線の中央車線は除く）に統一されている。
東名とは違い、最高速度が80 km/h制限となっている区間が多いので、速度超過には注意を要する。
| 区間                          | 車線   | 車線   | 車線   | 最高速度            | 最高速度              | 最高速度          | 設計速度 | 備考 |
| 区間                          | 上下線 | 上り線 | 下り線 | 大型特殊 三輪・牽引 | 大型貨物 特定中型貨物 | 左記を除く車両    | 設計速度 | 備考 |
| ----------------------------- | ------ | ------ | ------ | ------------------- | --------------------- | ----------------- | -------- | ---- |
| 小牧IC - 養老SA               | 4      | 2      | 2      | 80 km/h             | 90 km/h               | 100 km/h （法定） | 120 km/h |      |
| 養老SA - 彦根トンネル         | 4      | 2      | 2      | 80 km/h             | 80 km/h               | 80 km/h （指定）  | 80 km/h  | ※1   |
| 彦根トンネル - 甲良PA跡       | 4      | 2      | 2      | 80 km/h             | 90 km/h               | 100 km/h （法定） | 120 km/h |      |
| 甲良PA跡 - 湖東三山PA/SIC     | 4      | 2      | 2      | 80 km/h             | 80 km/h               | 80 km/h （指定）  | 120 km/h |      |
| 湖東三山PA/SIC - 百済寺BS     | 4      | 2      | 2      | 80 km/h             | 80 km/h               | 80 km/h （指定）  | 120 km/h |      |
| 百済寺BS - 蒲生SIC            | 4      | 2      | 2      | 80 km/h             | 90 km/h               | 100 km/h （法定） | 120 km/h |      |
| 蒲生SIC - 竜王IC              | 4      | 2      | 2      | 80 km/h             | 90 km/h               | 100 km/h （法定） | 120 km/h |      |
| 竜王IC - 栗東湖南IC           | 4      | 2      | 2      | 80 km/h             | 80 km/h               | 80 km/h （指定）  | 120 km/h |      |
| 栗東湖南IC - 栗東IC           | 4      | 2      | 2      | 80 km/h             | 90 km/h               | 100 km/h （法定） | 120 km/h |      |
| 栗東IC - 草津JCT              | 6      | 3      | 3      | 80 km/h             | 90 km/h               | 100 km/h （法定） | 120 km/h |      |
| 草津JCT - 瀬田東JCT/IC        | 8      | 4      | 4      | 80 km/h             | 90 km/h               | 100 km/h （法定） | 120 km/h | ※2   |
| 瀬田東JCT/IC - 瀬田西IC       | 4      | 2      | 2      | 80 km/h             | 90 km/h               | 100 km/h （法定） | 120 km/h |      |
| 瀬田西IC - 大津IC/SA          | 4      | 2      | 2      | 80 km/h             | 90 km/h               | 100 km/h （法定） | 100 km/h |      |
| 大津IC/SA - 京都南IC          | 4      | 2      | 2      | 80 km/h             | 80 km/h               | 80 km/h （指定）  | 80 km/h  |      |
| 京都南IC - 大山崎JCT/IC手前   | 6      | 3      | 3      | 80 km/h             | 80 km/h               | 80 km/h （指定）  | 100 km/h |      |
| 大山崎JCT/IC周辺              | 7      | 3      | 2+2    | 80 km/h             | 80 km/h               | 80 km/h （指定）  | 100 km/h |      |
| 天王山トンネル - 梶原トンネル | 8      | 2+2    | 2+2    | 80 km/h             | 80 km/h               | 80 km/h （指定）  | 80 km/h  |      |
| 梶原トンネル - 高槻JCT/IC     | 7      | 4      | 3      | 80 km/h             | 80 km/h               | 80 km/h （指定）  | 80 km/h  |      |
| 高槻JCT/IC - 吹田JCT/IC       | 6      | 3      | 3      | 80 km/h             | 80 km/h               | 80 km/h （指定）  | 80 km/h  | ※3   |
| 吹田JCT/IC - 吹田BS跡付近     | 4      | 2      | 2      | 80 km/h             | 80 km/h               | 80 km/h （指定）  | 80 km/h  | ※4   |
| 吹田BS跡付近 - 西宮TB         | 4      | 2      | 2      | 80 km/h             | 90 km/h               | 100 km/h （法定） | 100 km/h | ※5   |
| 西宮TB - 西宮IC               | 4      | 2      | 2      | 50 km/h （指定）    | 50 km/h （指定）      | 50 km/h （指定）  | 60 km/h  |      |

出典： (PDF) 
- ※1：上り線は伊吹PAの前後に、下り線は今須トンネル手前に登坂車線あり。
- ※2：新名神から草津JCTを経由して当路線で京都・大阪方面へ向かう場合や、京滋バイパスから瀬田東JCTを経由して当路線や新名神で北陸・名古屋方向へ向かう場合は、必ずこの区間を通過しなければならないボトルネックとなっている。そのため、上り線は名神（2車線）+京滋バイパス（2車線）の4車線からの、下り線は名神（2車線）+新名神（2車線）の4車線からの車両が集約されることや、ジャンクションやパーキングエリアからの合流により車両の流れが悪化し、渋滞が多く発生している。新名神部分開通後の約1年1ヶ月後に、片側3車線から片側4車線化されたが依然、渋滞は完全に解消されていない。新名神の大津JCT - 高槻JCT間の整備により渋滞が解消されると見込まれている。ちなみに、大山崎JCT - 吹田JCT間も長らくボトルネックの区間であった。しかし、2010年（平成22年）3月20日に第二京阪道路が全通し、ボトルネックの状態は解消され、高槻BS付近や吹田JCTの渋滞が緩和された。
- ※3 : 上り線の高槻BS先に登坂車線あり。
- ※4 : 以前の千里山トンネルの制限時速は70 km/hであった。
- ※5 : 533.3 KP付近から西宮TBまでは80 km/h制限。

### 降雪時の通行規制
大垣IC - 竜王ICは12 - 3月の間、冬型の気圧配置が強まると積雪になる場合がある。名神高速では10 - 15分間隔で除雪車の連隊で除雪作業、凍結防止作業を行っている。降雪区間は50 km/hの速度規制になり、除雪・凍結防止作業区間では作業車連隊を追い越し禁止する規制と同時に、作業車自体で車線をふさぎ強制的に速度を抑える。このため当該区間では10 km以上の大渋滞になる。とは言え、帰省ラッシュ等の渋滞と異なりコンスタントに50 km/h程度の速度は出ているので極端な所要時間増にはならない。
24時間態勢で大掛かりな作業をしているが、状況によっては冬用タイヤの装着が必要となる。降雪が強まると除雪部隊から離れた地点などでは路面に新雪が積もり、それがシャーベット状や凍結状態になるなど、非常に危険な状況に陥る可能性がある（上述の作業車連隊による速度維持を行う理由でもある）。さらに降雪が強まり除雪が追いつかなくなった場合には、通行止め措置がとられる。
また、関ヶ原付近は冬期になると地形の影響などにより短時間の集中的な大雪が発生しやすい上、天候が急変し、突発的に雪が降って視界が遮られる「ゲリラ雪」現象が発生することがある。このため、NEXCO中日本はTV・ラジオCMで「冬の名神は雪国です」という旨の告知を行っている他、このエリアを「降雪時の高速道路管理において難易度の高い路線」と位置づけている。
このような状況を踏まえ、一宮IC - 関ヶ原IC間が開通した当初は養老SA - 関ヶ原IC間にチェーン着脱所の意味合いが強い上石津PAが存在していたが、2001年にこの地域でのチェーン規制がほとんどなくなったことなどに伴って廃止された。
その他、チェーン着脱所として「百済寺チェーンベース 」が上り線の八日市ICと湖東三山PAとの間に設けられたが、現在はチェーン着脱に用いられておらず、NEXCO西日本の滋賀高速道路事務所が管理する高速道路用資材置き場となっている。なお、同地には救命活動支援用のヘリポートが設置されている。
2024年1月には、関ヶ原IC付近で解消まで19時間を要する立ち往生が発生したことから、大雪が予想される際には、降雪量による通行止め基準を満たしていなくても「予防的通行止め」を実施し、立ち往生を未然に防止する措置が取られることがある。
2008年（平成20年）2月23日には、新名神が部分開通したことにより、関ヶ原・米原地区を迂回することが出来るようになり、滑り止めの無い車両を比較的雪害の少ない新名神ルートで流すことが出来るようになった。ただし、広域で大雪が予想される際には、名神と同時に新名神やその周辺の道路も通行止めとなることがある。

### 道路施設

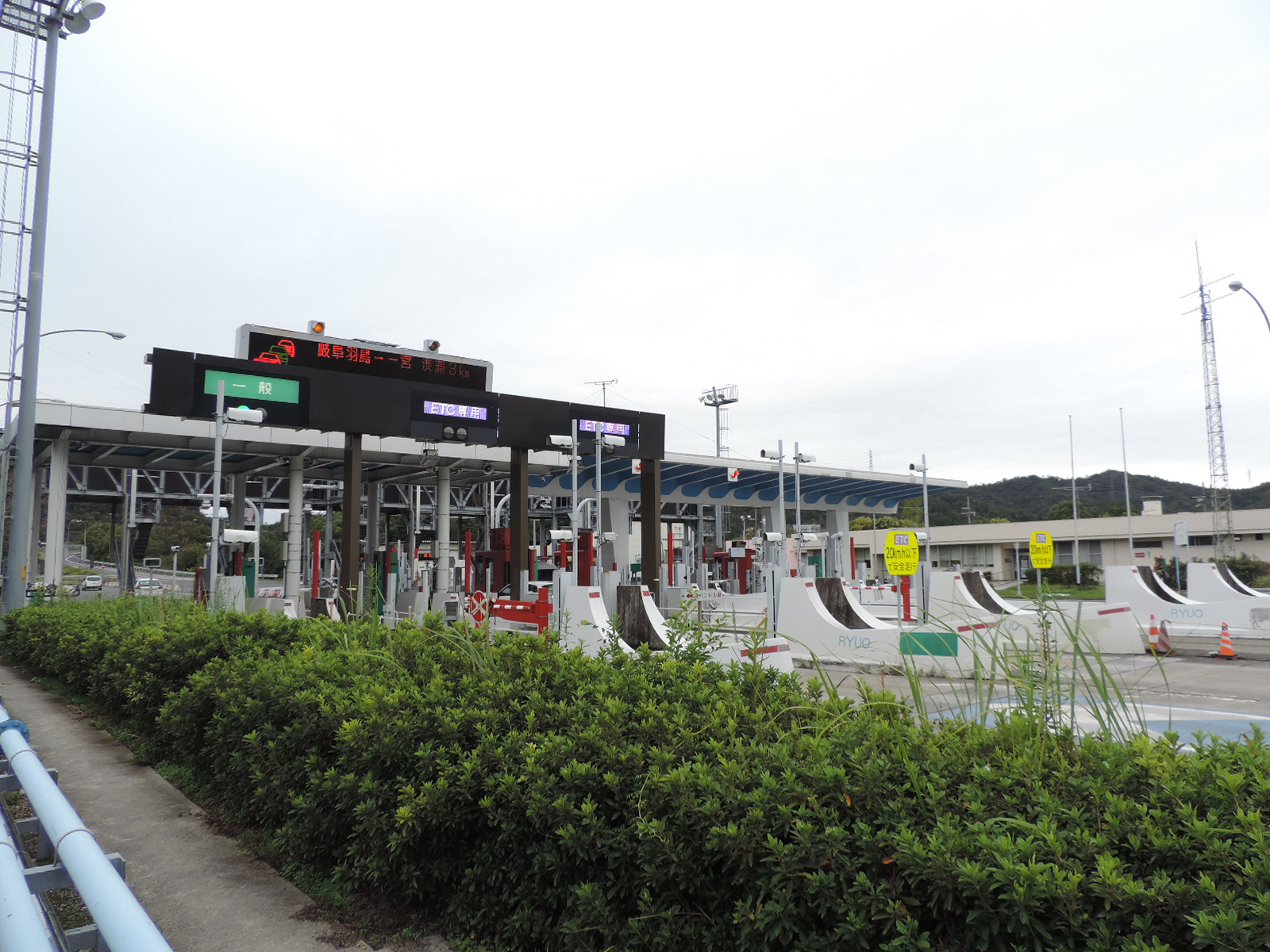
トールゲート屋根は自重軽減の意図から半円に肉抜きされ、セルリアンブルーで着色（奥）。このデザインは東名にも継承された。

世界銀行のコンサルタントの指導の下、主として景観を扱う「特殊設計審議委員会」（一般に審美委員会と称される）によって名神の各種構造物、施設の設計がなされた。それは、橋デザイン、中央分離帯の植樹、インターチェンジ施設、サービスエリアなど多岐に渡った。
そのうち、インターチェンジの料金所は全線に亘って統一するため、ゲートとアイランド・ブースを含めて、板倉準三郎がデザインした。それまでの料金所のデザインは、ゲートとアイランド・ブースが一体であったが、板倉はこれを分離した。ゲートの屋根はプレストレストコンクリート製で、現場打ちコンクリートの独立柱に緊結した。屋根スラブブロックの天上面は、重量軽減の意図からかまぼこ状に肉抜きされ、セルリアン・ブルーに塗装された。ただし、軟弱地盤上に建設された大垣ICと高架道路上にある西宮ICは、屋根の自重を軽減するために鉄骨を使用している。アイランド・ブースは量産をテーマに型式が検討され、最終的に赤色に塗られた鉄骨製となった。料金収受員の視界確保のためにブースのコーナーは簡略化され、ガラスは鉄板と一体化された曲面形状となり、流線型を形造っている。また、料金収受員を車の衝突から守るために、アイランド・ブースの前後には舟形のコンクリート製プロテクターが置かれた。

#### サービスエリア・パーキングエリア
名神高速道路は全区間を通して交通量が多いため、羽島パーキングエリア（PA）、湖東三山PAを除く全サービスエリア・パーキングエリアに売店がある。また、大津SAを除く全サービスエリアと草津PAにガソリンスタンドが、全サービスエリアにレストランが設置されている。ガソリンスタンドはいずれも24時間営業。
かつて、岐阜県から滋賀県にかけての区間には、距離に対して多数のサービスエリア・パーキングエリアが設置されていた。大垣IC - 八日市IC（59.7 km）にはサービスエリア2箇所・パーキングエリア5箇所、特に彦根IC - 八日市IC（21.2 km）に多賀SA・甲良PA・秦荘PA（現・湖東三山PA）の3エリアが連続して設置されていたが、1975年（昭和50年）頃に番場PA、2001年（平成13年）に上石津PA、2005年（平成17年）の日本道路公団民営化直前に甲良PAが廃止されている。
初代の日本道路公団総裁であった岸道三は名神高速道路建設の時に歴史環境と高速道路の調和に特段の配慮を具現化した人物で、京都・大阪間の中間に位置していた桜井PA建設の際は、岸の指示で平安時代の歌人待宵の小侍従の墓と、それを取り囲む3本の松を保存するために計画変更も行われた。名神高速道路が6車線化拡幅で桜井PAが桂川PAへ移転したときには、小侍従の墓は近くの高速道路沿いに移されて、現在は地元自治体によって管理されている。

#### 主なトンネルと橋

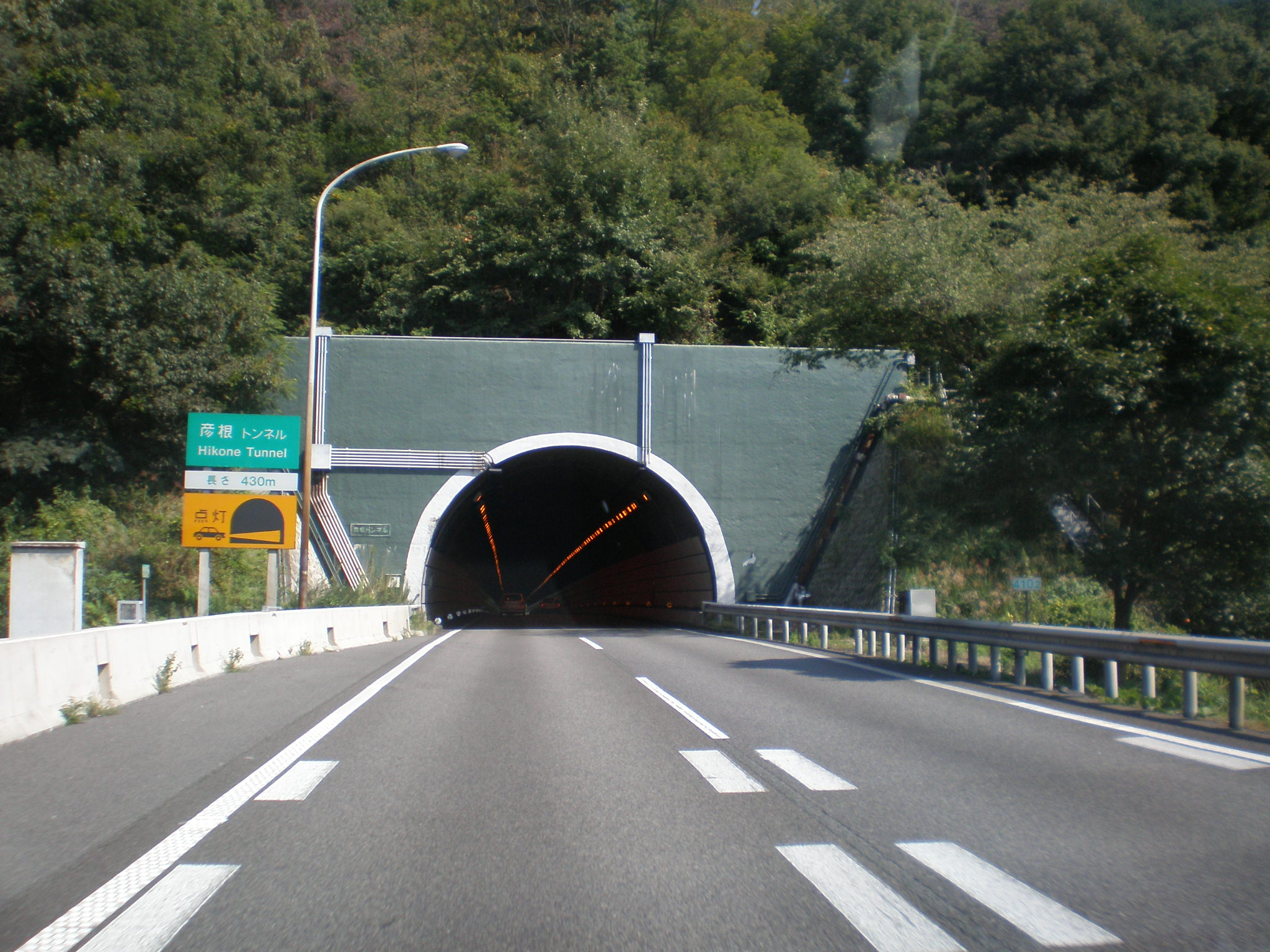
彦根トンネル上り線入口

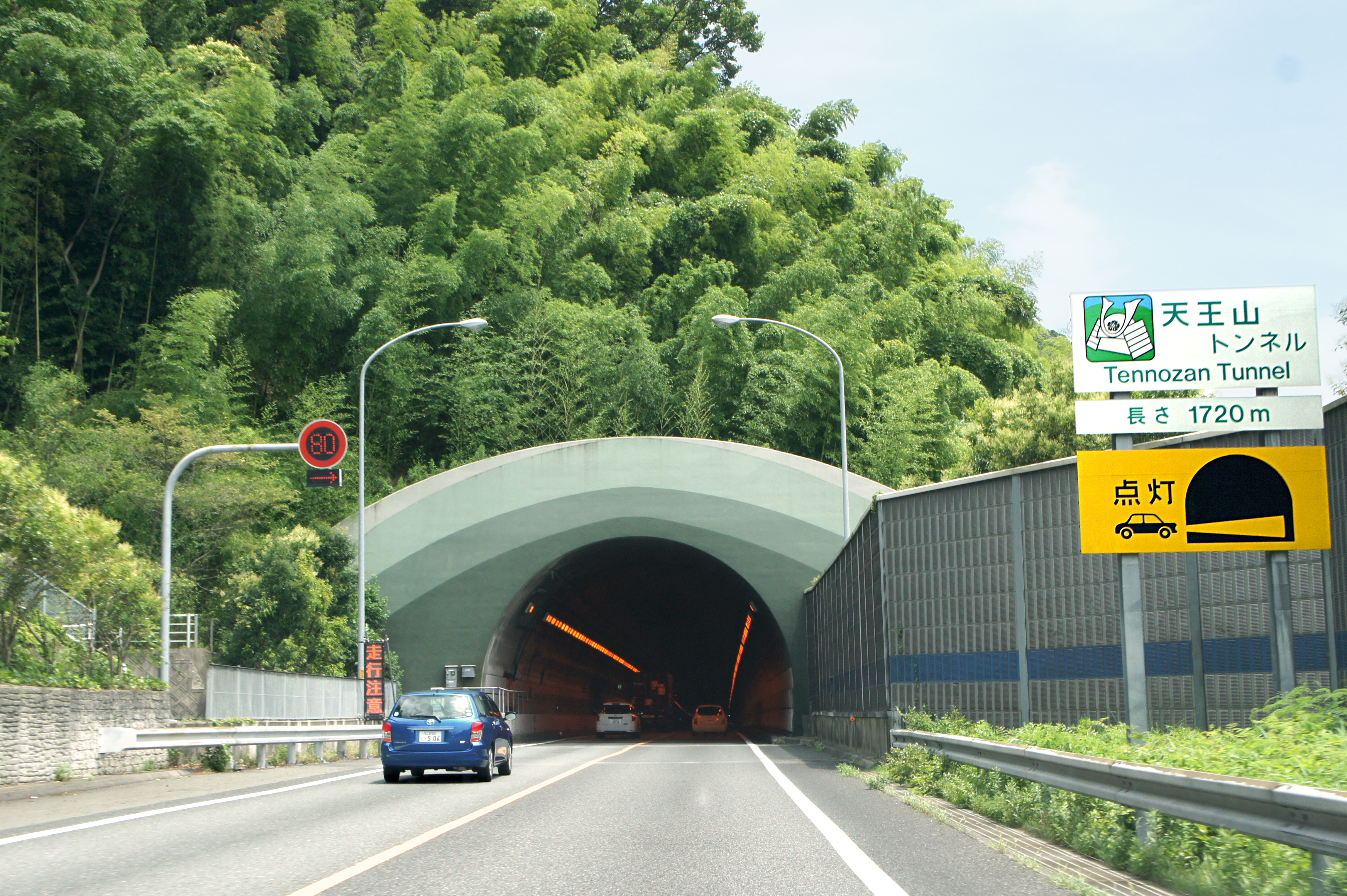
天王山トンネル
上り線右ルート入口

- 木曽川橋（一宮IC - 羽島PA） : 1,014 m
- 長良川橋（岐阜羽島IC - 安八SIC） : 630 m
- 揖斐川橋（安八SIC - 大垣IC） : 349 m
- 今須トンネル（関ヶ原IC - 伊吹PA） : 上り線380 m 下り線387 m
- 関ヶ原トンネル（関ヶ原IC - 伊吹PA） : 上り線223 m 下り線243 m
- 米原トンネル（米原JCT - 彦根IC） : 上り線170 m 下り線150 m
- 彦根トンネル（米原JCT - 彦根IC） : 上り線430 m 下り線427 m
- 野洲川橋（菩提寺PA - 栗東IC）
- 瀬田川橋（瀬田西IC - 大津IC/SA） : 500 m
- 大津トンネル（大津IC/SA - 京都東IC） : 上り線430 m 下り線418 m
- 蝉丸橋（大津IC/SA - 京都東IC） : 62 m
- 蝉丸トンネル（大津IC/SA - 京都東IC） : 上り線387 m 下り線376 m
- 桂川橋（京都南IC - 桂川PA）
- 天王山トンネル（大山崎JCT/IC - 高槻JCT/IC）
- 梶原トンネル（大山崎JCT/IC - 高槻JCT/IC）
- 千里山トンネル（吹田SA - 豊中IC） : 508 m
- 猪名川橋（豊中IC - 尼崎IC）
- 武庫川橋（尼崎IC - 西宮IC）

##### トンネルの数
| 区間                      | 上り線 | 下り線 | 備考 |
| ------------------------- | ------ | ------ | ---- |
| 小牧IC - 関ヶ原IC         | 0      | 0      |      |
| 関ヶ原IC - 伊吹PA         | 2      | 2      |      |
| 伊吹PA - 米原JCT          | 0      | 0      |      |
| 米原JCT - 彦根IC          | 2      | 2      |      |
| 彦根IC - 多賀SA           | 0      | 0      |      |
| 多賀SA - 湖東三山PA       | 1      | 1      | ※1   |
| 湖東三山PA - 大津IC       | 0      | 0      |      |
| 大津IC - 京都東IC         | 2      | 2      |      |
| 京都東IC - 大山崎JCT/IC   | 0      | 0      |      |
| 大山崎JCT/IC - 高槻JCT/IC | 3      | 3      | ※2   |
| 高槻JCT/IC - 吹田SA       | 0      | 0      |      |
| 吹田SA - 豊中IC           | 1      | 1      |      |
| 豊中IC - 西宮IC           | 0      | 0      |      |
| 合計                      | 11     | 11     |      |

- ※1 : 西明寺トンネルがあるが、トンネル入口にあるトンネル名称や長さを示す標識は設置されていない。ここは、湖東三山の1つに数えられる西明寺の門前をよぎる部分で、歴史自然環境の保護のため、参道の景観が損なわれないように道路構造が地下化された[57]。
- ※2 : 京都 - 大阪を連絡する道路や鉄道のうち、この区間に山岳トンネルがあるのは名神だけである。大山崎JCT/IC - 高槻JCT/ICのトンネル数は上り線と下り線右ルートの場合。下り線左ルートは2本（梶原トンネルが下り線左ルートは1本、その他は、第一、第二と分離しているため。大阪府三島郡島本町桜井5丁目28 地図:マピオン 等を参照。）

### 道路管理者
- NEXCO中日本 名古屋支社
  - 羽島保全・サービスセンター：小牧IC - 関ヶ原IC
  - 彦根保全・サービスセンター：関ヶ原IC - 八日市IC（八日市ICを含む）
- NEXCO西日本 関西支社
  - 滋賀高速道路事務所：八日市IC - 京都東IC
  - 京都高速道路事務所：京都東IC - 高槻JCT/IC
  - 大阪高速道路事務所：高槻JCT/IC - 西宮IC

#### ハイウェイラジオ
- 一宮（小牧IC - 一宮IC）
- 名神木曽川（一宮JCT - 岐阜羽島IC）
- 大垣（岐阜羽島IC - 大垣IC）
- 養老（大垣IC - 関ヶ原IC）
- 関ヶ原（養老SA - 関ヶ原IC）
- 伊吹（関ヶ原IC - 米原JCT）
- 米原（米原JCT - 彦根IC）
- 湖東三山（彦根IC - 八日市IC）
- 八日市（八日市IC - 竜王IC）
- 菩提寺（竜王IC - 栗東IC）
- 栗東（栗東IC - 草津JCT）
- 草津（栗東IC - 瀬田西IC）
- 瀬田（瀬田西IC - 大津IC/SA）
- 京都（京都東IC - 京都南IC）
- 向日（京都南IC - 大山崎JCT/IC）
- 梶原（大山崎JCT/IC - 高槻JCT/IC）
- 高槻（高槻JCT/IC - 茨木IC）
- 茨木（茨木IC - 吹田SA）
- 吹田（吹田SA - 豊中IC）
- 尼崎（豊中IC - 尼崎IC）

NEXCO中日本名古屋支社とNEXCO西日本関西支社の管理境界となる八日市ICを境に、東側は名古屋支社の一宮管制による4点チャイムの後に「○○時○○分現在の高速道路情報をお知らせします」で始まる形態、西側は関西支社の吹田管制の4点チャイムで始まる形態に分けられている（吹田管制は一定時間間隔で「こちらは西日本高速道路側○○（局名）です」の局名告知が入る）。また、交通量と選択ルートが多いため、吹田管制管内では渋滞・規制情報のほかにハイウェイラジオ放送区間から主要ICまでの所要時間情報が放送される。なお、かつては関ヶ原ICを境に放送形態が分けられていたが、民営化直前に関ヶ原IC - 八日市ICが当時のJH関西支社からJH中部支社に移管され、民営化後に吹田管制から一宮管制に移管された。

### 交通量
24時間交通量（台） 道路交通センサス
| 区間                      | 平成17（2005）年度 | 平成22（2010）年度 | 平成27（2015）年度 | 令和3（2021）年度 |
| ------------------------- | ------------------ | ------------------ | ------------------ | ----------------- |
| 小牧IC - 一宮IC           | 084,007            | 062,974            | 060,439            | 47,588            |
| 一宮IC - 一宮JCT          | 093,808            | 088,783            | 091,820            | 79,890            |
| 一宮JCT - 岐阜羽島IC      | 074,152            | 061,793            | 065,233            | 55,961            |
| 岐阜羽島IC - 安八SIC      | 063,266            | 049,365            | 051,546            | 46,751            |
| 安八SIC - 大垣IC          | 063,266            | 049,365            | 051,546            | 42,818            |
| 大垣IC - 養老JCT          | 053,826            | 038,570            | 041,947            | 35,885            |
| 養老JCT - 養老SASIC       | 053,826            | 038,570            | 040,581            | 33,670            |
| 養老SASIC - 関ヶ原IC      | 053,826            | 038,570            | 040,581            | 32,159            |
| 関ヶ原IC - 米原JCT        | 052,412            | 037,578            | 039,864            | 31,642            |
| 米原JCT - 彦根IC          | 057,172            | 045,028            | 047,461            | 37,228            |
| 彦根IC - 湖東三山PASIC    | 058,415            | 045,859            | 048,048            | 37,401            |
| 湖東三山PASIC - 八日市IC  | 058,415            | 045,859            | 049,435            | 39,386            |
| 八日市IC - 蒲生SIC        | 062,698            | 051,147            | 055,264            | 43,541            |
| 蒲生SIC - 竜王IC          | 062,698            | 051,147            | 055,264            | 44,853            |
| 竜王IC - 栗東湖南IC       | 074,541            | 062,847            | 064,560            | 51,932            |
| 栗東湖南IC - 栗東IC       | 074,541            | 062,847            | 064,560            | 59,467            |
| 栗東IC - 草津JCT          | 090,772            | 077,764            | 078,803            | 69,955            |
| 草津JCT - 瀬田東IC        | 092,277            | 112,999            | 122,362            | 114,558           |
| 瀬田東IC - 瀬田西IC       | 071,218            | 074,354            | 081,246            | 72,793            |
| 瀬田西IC - 大津IC         | 081,223            | 082,067            | 088,409            | 79,034            |
| 大津IC - 京都東IC         | 082,385            | 081,161            | 089,029            | 79,855            |
| 京都東IC - 京都南IC       | 080,900            | 077,739            | 084,939            | 78,190            |
| 京都南IC - 大山崎JCT/IC   | 097,045            | 088,873            | 092,218            | 86,091            |
| 大山崎JCT/IC - 高槻JCT/IC | 124,749            | 111,098            | 116,446            | 109,655           |
| 高槻JCT/IC - 茨木IC       | 124,749            | 111,098            | 116,446            | 84,893            |
| 茨木IC - 吹田JCT          | 137,671            | 122,911            | 127,486            | 95,884            |
| 吹田JCT - 吹田IC          | 101,657            | 081,233            | 082,665            | 75,409            |
| 吹田IC - 豊中IC           | 068,182            | 060,693            | 067,066            | 64,007            |
| 豊中IC - 尼崎IC           | 052,147            | 045,322            | 051,969            | 49,906            |
| 尼崎IC - 西宮IC           | 044,904            | 037,419            | 044,328            | 42,030            |

（出典：「平成22年度道路交通センサス」・「平成27年度全国道路・街路交通情勢調査」・「令和3年度　全国道路・街路交通情勢調査」（国土交通省ホームページ）より一部データを抜粋して作成）
- 令和2年度に実施予定だった交通量調査は、新型コロナウイルスの影響で延期された[58]。

東名同様に交通量が多く、渋滞も昼・夜、時期を問わず激しい。このため路面等の損傷が早く、車線規制を伴う名神集中工事が5月下旬に1年に1回ほど行われている。この際は通常時より激しい渋滞となる。
工事実施時期は違うものの、同じく交通量が多い東名では東名集中工事が、中国道吹田JCT - 宝塚IC間付近では中国道集中工事が行われている。名神では導入時の1991年（平成3年） - 2006年（平成18年）までは「リフレッシュ工事」と称していたが、現在では東名や中国道同様に「集中工事」に呼称を変更している。
なお、新名神高速道路や第二京阪道路の開通により、2010年（平成22年）の調査では一部区間で交通量が減少した。
2002年度（2003年度日本道路公団年報）
- 日平均交通量
  - 全区間平均 : 7万1,810台（前年度比98.8 %）
  - 最大 : 茨木IC - 吹田JCT : 12万584台（前年度比99.2 %）
  - 最小 : 尼崎IC - 西宮IC : 4万4,024台（前年度比97.4 %）
- 交通量
  - 年間 : 9,051万5,442台（前年度比99.6 %）
  - 日平均 : 24万7,988台
- 料金収入
  - 年間 : 1,361億4,239万8,000円（前年度比98.4 %）
  - 日平均 : 3億7,299万3,000円

## 地理

### 通過する自治体
- 愛知県
  - 小牧市 - 岩倉市 - 一宮市 - 稲沢市 - 一宮市
- 岐阜県
  - 羽島市 - 安八郡安八町 - 大垣市 - 養老郡養老町 - 大垣市※1 - 不破郡関ケ原町
- 滋賀県
  - 米原市 - 彦根市 - 犬上郡多賀町 - 犬上郡甲良町 - 愛知郡愛荘町 - 東近江市 - 蒲生郡竜王町 - 湖南市 - 野洲市 - 栗東市 - 湖南市 - 栗東市 - 草津市 - 大津市
- 京都府
  - 京都市（山科区 - 伏見区 - 南区） - 向日市 - 長岡京市 - 乙訓郡大山崎町
- 大阪府
  - 三島郡島本町 - 高槻市 - 茨木市 - 吹田市 - 豊中市
- 兵庫県
  - 尼崎市 - 西宮市

※1 : 旧上石津町の飛地部分

### 接続する高速道路
- E1 東名高速道路（小牧ICで直結）
- 名古屋高速11号小牧線（小牧ICで接続）
- 名古屋高速16号一宮線（一宮ICで接続）
- E41 東海北陸自動車道（一宮JCTで接続）
- C3 東海環状自動車道（養老JCTで接続）
- E8 北陸自動車道（米原JCTで接続）
- E1A 新名神高速道路大津連絡路（草津JCTで接続）
- E88 京滋バイパス（瀬田東JCTで接続）
- E89 第二京阪道路（京都南JCTで接続 : 事業中）
- E88 京滋バイパス（大山崎JCTで接続）
- E9 京都縦貫自動車道（大山崎JCTで接続）
- E1A 新名神高速道路（高槻JCTで接続）
- E2A 中国自動車道（吹田JCTで接続）※京都方面のみ接続[注釈 12]
- E26 近畿自動車道（吹田JCTで接続）
- 阪神高速11号池田線（豊中ICで接続）
- 阪神高速3号神戸線（西宮ICで接続）

## 発行物
- 1963年（昭和38年）7月15日、名神高速道路開通記念の切手が一種（10円）、発行された。

## ギャラリー
- 三上山（近江富士）脇を通過する名神
- 神領橋より瀬田西IC方面を望む
- 高槻JCT建設予定地（桜井PA跡）
- 高槻BS方面を望む
- 旧関ヶ原ルートの遺構